# Pucklechurch
Pucklechurch (pronunciat segons AFI /'pʌkəlt͡ʃɜːt͡ʃ/) és un municipi del Regne Unit, situat al sud del comtat de Gloucestershire. Les ciutats més properes són: Bristol (a 11,9 km) i Bath (a 14,3 km).

## Geografia
El nucli de població està centrat sobre una àrea elevada, la meitat nord de la qual conté 14 edificis catalogats d'interès històric. Es va decretar en una llei del 1975 que aquests edificis i el seu entorn natural han de ser conservats. L'altiplà sobre el que es troba la població descendeix abruptament cap a l'oest formant un talús, En alguns llocs de la part alta es poden albirar els Cotswolds, que estan a 6,4 km.
El paisatge és el típic emprat per a pastures, antigament hi va haver un bosc.

## Història
El fet que el lloc estigui en una àrea relativament elevada respecte a l'entorn fa pensat que ja va estar habitat en l'edat del bronze, i que podria tractar-se d'un dels túmuls característics d'aquella època.
S'han trobat alguns vestigis de la cultura romana que s'expliquen pel pas d'una antiga carretera romana, a una milla cap a l'oest del poble, que anava de Britton a Berkeley.

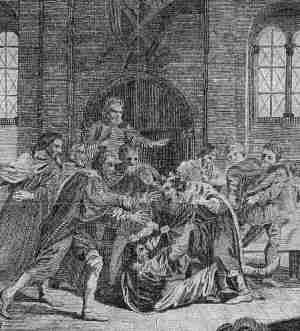
L'assassinat del rei Edmund.

En l'època de l'Anglaterra anglosaxona, Pucklechurch va ser residència reial d'alguns reis de Wessex. A l'oest hi havia un bosc que freqüentaven per anar de cacera. Va ser el centre administratiu d'un hundred. Segons la Crònica anglosaxona l'any 946 va morir assassinat Edmund el Magnífic dins l'església de Pucklechurch. Darrere d'una taverna, la Star Inn encara es poden veure les restes de l'antiga població anglosaxona. L'any 950 el rei Edred va fer una donació de terres de Pucklechurch a l'abadia de Glastonbury. En el Domesday Book consta aquesta donació amb relació a l'església de santa Maria, que pertanyia a la dita abadia de Glastonbury.
El 1275 la residència reial va passar a ser propietat del bisbe de Bath i Wells. Llavors es va construir l'actual església, que van dedicar a sant Tomàs Becket. El bisbe va rentar les terres a sir Gilbert Denys, és a dir li va donar el dret a quedar-se els diners que obtingués per explotar-les a canvi d'una renda anual de £40. Aquest cavaller també era l'administrador de la veïna Siston.
Amb la dissolució dels monestirs decretada per Enric VIII, la propietat va ser cedida a William Herbert, 1r comte de Pembroke, el qual la va vendre a Maurice Denys i va passar per diverses generacions d'aquesta família fins a William Dennis, el darrer membre mort el 1701.
El 1851 es va iniciar l'explotació d'una mina de carbó, la Parkfield Colliery, que va durar fins al 1936 quan l'aigua va inundar els pous. Durant la Segona Guerra Mundial a Pucklechurch es va instal·lar un centre de construcció de blimps.Acabada la guerra, el lloc es va fer servir com a hangar per avions, que va estar en funcionament fins al 1952. El 1962 es va inaugurar una presó on havia estat l'hangar. El 1990 va haver una revolta en aquesta presó que va ser motiu de discussió a la Cambra dels Comuns.

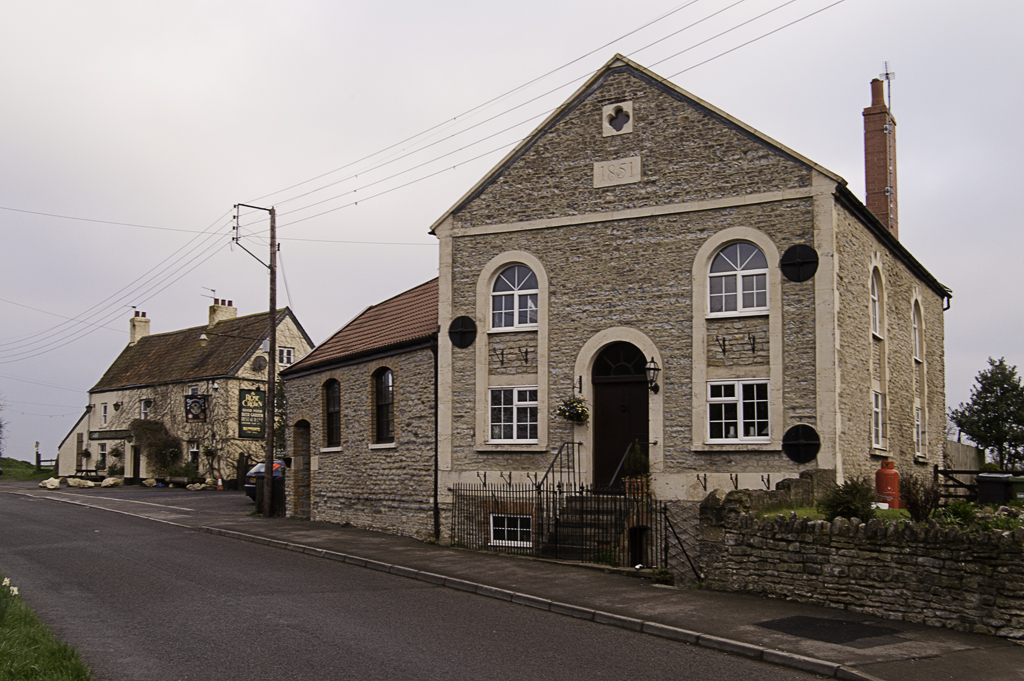
En primer pla l'antiga escola i al fons la taverna Rose Crown.

## Demografia i Economia
Segons el cens del 2011, el municipi tenia 2.904 habitants i 1.153 habitatges. 1.477 dels residents eren persones amb feina i els treballs majoritaris d'aquestes persones: 
- comerç a l'engròs i al detall, reparació de vehicles automotors i motocicletes (224 persones)
- professionals de la salut i de serveis socials (194 persones).

## Agermanaments
Pucklechurch té relacions d'agermanament amb:
- Pringy (Sena i Marne) (França)

## Administració
A més del nucli de població central, hi ha dos barris a l'oest: Shortwood i Parkfield.
Des del 2011, Pucklechurch pertany al districte electoral de Boyd Valley del qual en surten dos consellers.

## Notes

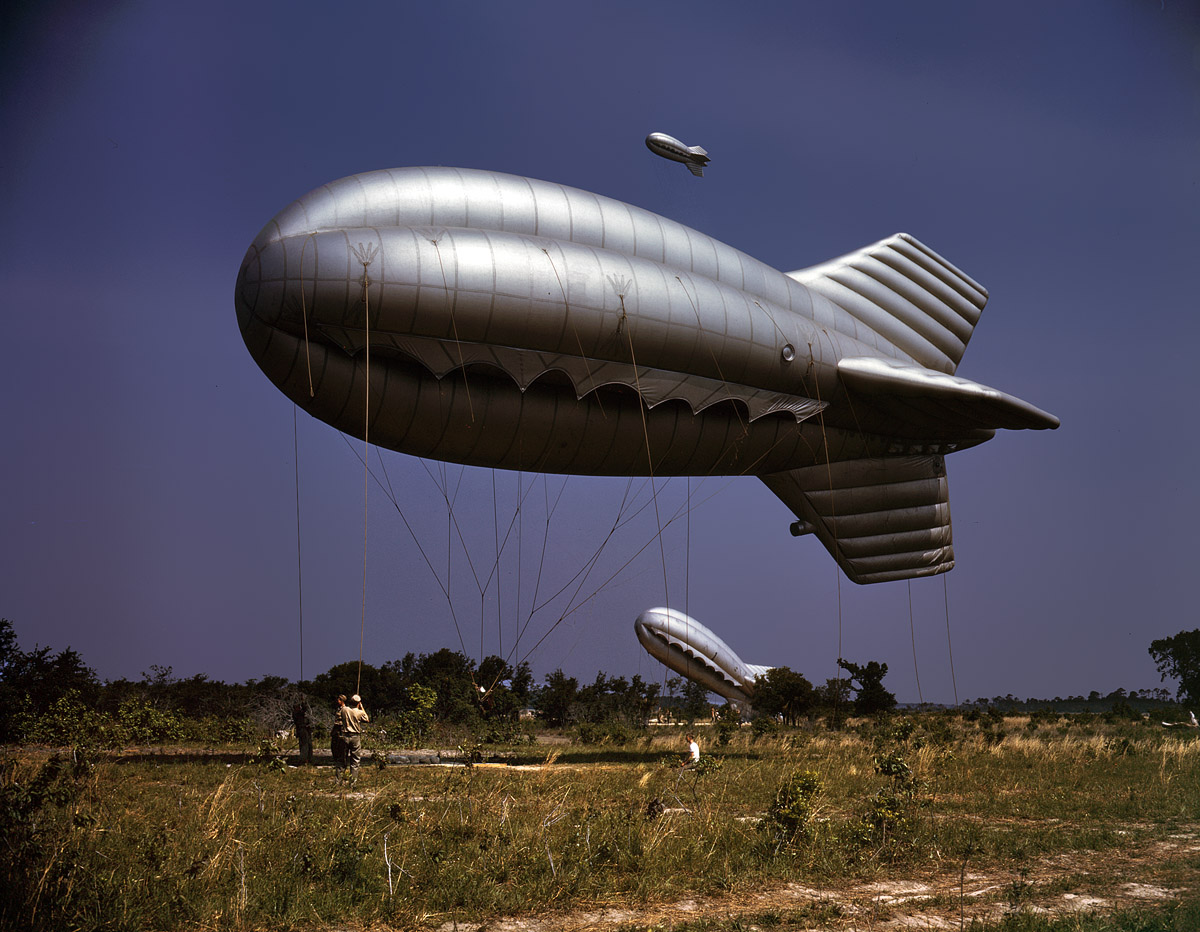
blists